# Marianne-von-Oranien-Ferienstraße

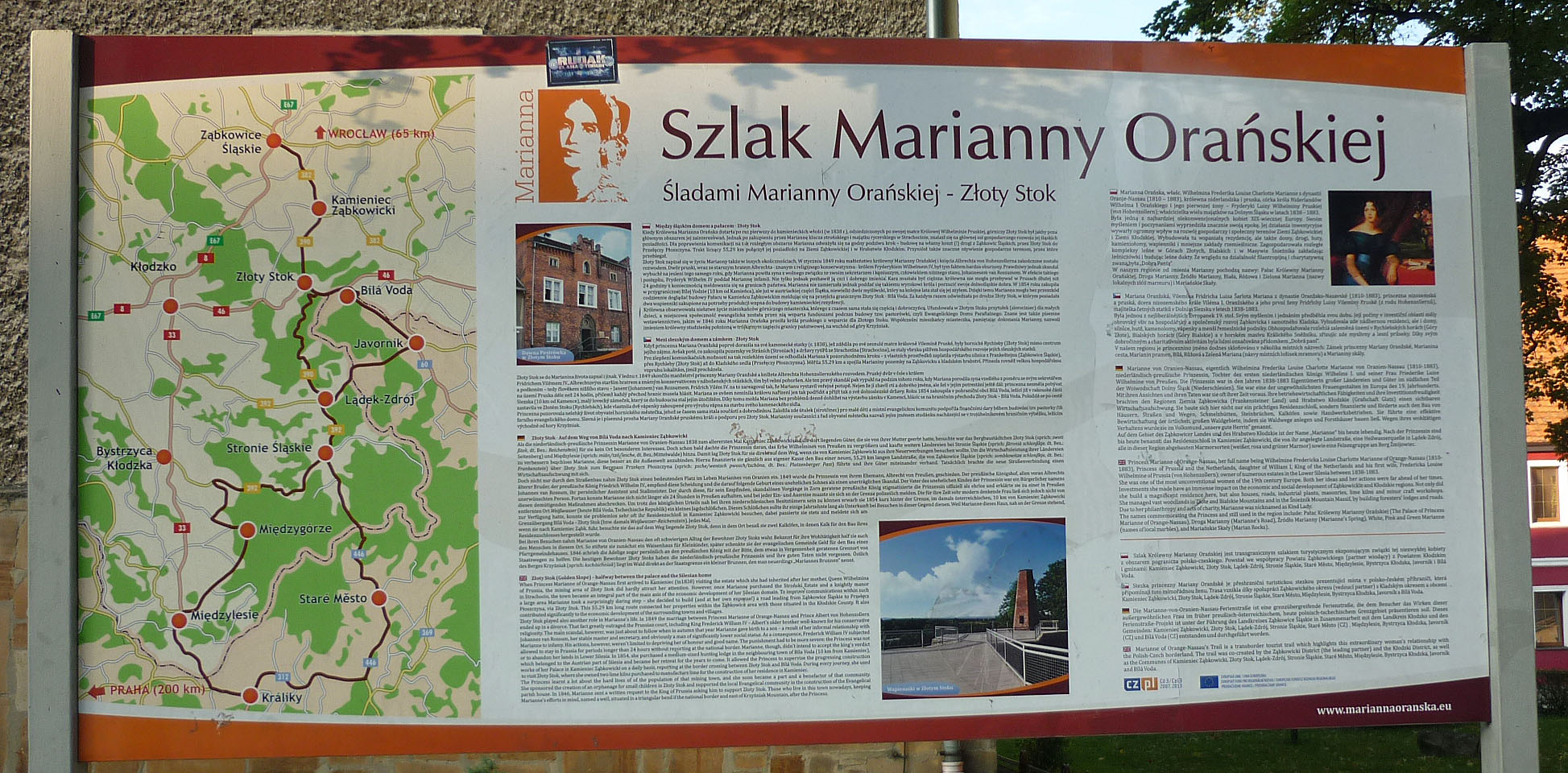
Marianne-von-Oranien-Ferienstraße

Die Marianne-von-Oranien-Ferienstraße ist eine Themenroute in der Woiwodschaft Niederschlesien, die nach der Prinzessin Marianne von Oranien-Nassau benannt ist, weil diese öfter in dieser Gegend bei ihren Besitzungen verweilte.
Sie beginnt im Sudetenvorland in Ząbkowice Śląskie (Frankenstein) und verläuft grenzüberschreitend durch Polen und Tschechien auf einer Länge von ca. 200 km durch die östlichen Sudeten.
Dabei überwindet sie im Glatzer Bergland vier Bergpässe:
- Jauersberger Pass (Przełęcz Jaworowa, 707 m) zwischen Reichenstein und Bad Landeck
- Platzenberger Pass (Przełęcz Płoszczyna, 817 m) zwischen Seitenberg und Mährisch Altstadt
- Puhu-Pass (Przełęcz Puchaczówka, 864 m) zwischen Habelschwerdt und Seitenberg
- Landecker Pass (Przełęcz Lądecka, 711 m) zwischen Bad Landeck und Jauernig.

Verlauf der Ferienstraße:
Ząbkowice Śląskie (Frankenstein) – Kamieniec Ząbkowicki (Kamenz) – Złoty Stok (Reichenstein) – Lądek-Zdrój (Bad Landeck) – Stronie Śląskie (Seitenberg) – Staré Město (Mährisch Altstadt) – Králíky (Grulich) – Międzylesie (Mittelwalde) – Międzygórze (Wölfelsgrund) – Stronie Śląskie – Lądek-Zdrój (Bad Landeck) – Javorník (Jauernig) – Bílá Voda (Weißwasser) – Złoty Stok (Reichenstein) – Kamieniec Ząbkowicki (Kamenz) – Ząbkowice Śląskie (Frankenstein).

## Liste der Orte und Sehenswürdigkeiten an dieser Ferienstraße
| Ort                                                   | Bild | Sehenswürdigkeit |
| ----------------------------------------------------- | ---- | --- |
| Ząbkowice Śląskie (Frankenstein)                      |      | - Schiefer Turm - St. Annenkirche - Ehemalige Dominikanerkloster mit Klosterkirche - Ehemalige Pfarrkirche St. Georg mit Hospital - Rathaus                                                                             |
| Kamieniec Ząbkowicki (Kamenz)                         |      | - Residenzschloss Mariannes von Oranien-Nassau - Ehem. Zisterzienserabtei "Mariannenhof" - Ehem. evangelische Kirche - Ehem. evangelischer Friedhof - Ehem. Waisenhaus "Mariannenheim" - Familiengruft der Hohenzollern |
| Złoty Stok (Reichenstein)                             |      | - Ehem. Waisenhaus - Ehem. Pfarrgemeindehaus - Mariannenbrunnen - Kalköfen |
| Lądek-Zdrój (Bad Landeck)                             |      | - Ehem. evangelische Salvatorkirche - Gedenkobelisk - Ehem. Wandelhalle "Albrechtshalle" - Heilwasserquelle "Mariannenbrunnen"/"Dąbrówka" - Burgruine Karpenstein                                                       |
| Stronie Śląskie (Seitenberg)                          |      | - Ehem. Verwaltungsgebäude des Betriebes Schreckendorfer Oranienhütte - Oranien-Nassau-Wappen - Ehem. Schlösschen Mariannes von Oranien-Nassau - Ehem. evangelische Kirche - Kalkofen "Gnadenstein"                     |
| Staré Město (Mährisch Altstadt) in Mährisch-Schlesien |      | - Rathaus - St. Annenkirche |
| Králíky (Grulich) in Böhmen                           |      | - Klosteranlage mit Wallfahrtskirche auf dem Muttergottesberg - Pfarrkirche St. Michael - Stadtmuseum mit Krippenausstellung                                                                                            |
| Międzylesie (Mittelwalde)                             |      | - Schloss Mittelwalde - Ehem. Pfarrgemeindehaus - St.-Martins-Kirche - Ehem. evangelische Kirche - Ehem. evangelische Schule - Ehem. Verwaltungsgebäude - Mariä-Himmelfahrts-Kirche                                     |
| Międzygórze (Wölfelsgrund)                            |      | - Wallfahrtskirche Maria Schnee - Jugendherberge am Berg Śnieżnik - Marianne-Felsen - Ehem. Gasthof "Zur guten Laune" - Ehem. Jagdschlösschen - Ehem. evangelische Kirche - Wölfelsfall                                 |
| Javorník (Jauernig) in Mährisch-Schlesien             |      | - Schloss Johannesberg - Wohnhaus von Carl Ditters von Dittersdorf (Museum) - Dreifaltigkeitskirche - Kreuzkirche |
| Bílá Voda (Weißwasser) in Mährisch-Schlesien          |      | - Schloss Bílá Voda in Mährisch-Schlesien - Kloster - Ehem. Jagdschlösschen |